# Boekrol

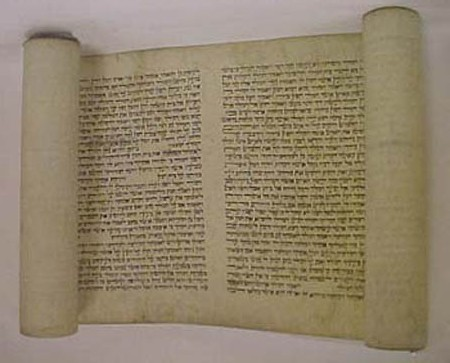
Boekrol, boek Esther, 18e eeuw

Een boekrol (latijn: volumen) is een beschreven en opgerolde strook papyrus, perkament of papier. Papyrusrollen waren de typische boekvorm van de oudheid. In de late oudheid stapte men over op de perkamenten codex.

## Uiterlijk
Men plakte een reeks papyrusvellen of ook wel perkamentvellen, tegenwoordig ook wel papiervellen, aan elkaar tot men een strook van soms vele meters lengte had. Deze kon dan opgerold worden op een stokje om opgeborgen te worden. Rollen waren doorgaans tussen 13 en 30 cm breed. De lengte lag typisch tussen 3,2 en 3,6 m, maar kon net zozeer variëren als het aantal bladzijden van een boek. De bewaarde Harris-papyrus was oorspronkelijk 42 m lang. 
De boekrol werd van links naar rechts beschreven met een reeks tekstkolommen. De lezer rolde af met de rechterhand en rolde links het gelezene weer op. Daardoor was een uitgelezen boek omgekeerd opgerold. De beleefdheid vroeg om het zelf "terug te winden", zodat het klaar was voor de volgende lezer.
Meestal werd de rol aan een kant beschreven maar soms ook dubbelzijdig om papyrus te sparen. Bij werken die uit meerdere boekrollen bestaan zit meestal een label aan een uiteinde van de boekrol met daarop kort vermeld de titel van het werk en het hoofdstuknummer. In opgerolde toestand steekt dit uit de boekrol zodat dit het vlug opzoeken van een bepaald werk vergemakkelijkt.
De moeilijk hanteerbare boekrol heeft als nadeel dat men niet snel een tekst kan opzoeken en dat men niet tussen twee delen van een boekrol heen en weer kan bladeren.

## De codex als opvolger
Rond het begin van onze jaartelling werd de boekrol langzamerhand verdrongen door de codex, de boekvorm met ingenaaide katernen die tegenwoordig gebruikt wordt. Dit was waarschijnlijk een Romeinse uitvinding. De codex vond redelijk snel ingang want deze is immers veel handiger om een bepaald hoofdstuk snel op te zoeken door te bladeren en daarbij een idee te behouden van het geheel. 
Een boekrol moet meestal een heel stuk worden afgerold om hetzelfde te doen. En ook is de boekrol veel kwetsbaarder dan een codex. Door de stevige kaft (vroeger vaak van hout of zeer dik leer gemaakt) doorstond de codex goed een ruwe behandeling waarbij een boekrol al snel gescheurd zou zijn. De codex bood ook door zijn afmetingen het voordeel makkelijker te vervoeren te zijn en daarbij een grotere opslagcapaciteit te bezitten.

## Boekrol in vergelijking met het moderne boek
De boeken die zo ontstonden waren niet zo lang. Overgezet naar boeken van nu bevatte een gemiddelde boekrol twintig tot veertig pagina's van een gemiddeld modern boek. De zeven boeken van Caesar over de Gallische oorlog, beslaan bij elkaar nog geen tweehonderd pagina's. Een gemiddeld modern boek van tweehonderd tot driehonderd pagina's zou dan ongeveer tien antieke boekrollen vergen. Vaak worden de hoofdstukken van boeken die uit de oudheid komen nog steeds 'boeken' genoemd zoals de boeken van de Bijbel of de boeken van Herodotos. Oorspronkelijk waren dit inderdaad aparte boekrollen. Dit impliceert wel dat de bibliotheken uit de oudheid naar hedendaagse maatstaven eerder bescheiden waren. De grootste was de bibliotheek van Alexandrië met tussen de 400.000 en 700.000 boekrollen. Dit zouden dan tegenwoordig tussen de 40.000 en 70.000 boeken zijn geweest. Een gemiddelde openbare bibliotheek heeft ook al snel zoveel boeken in haar bestand.

## Moderne boekrollen
In de joodse eredienst wordt uit traditie nog altijd gelezen uit boekrollen; de thorarollen. Deze worden ook nog steeds volgens eeuwenoude traditie met de hand gekopieerd.

## Voetnoten
1. ↑  Irene Vallejo, Papyrus. Een geschiedenis van de wereld in boeken, 2021, p. 48
2. ↑  Irene Vallejo, Papyrus. Een geschiedenis van de wereld in boeken, 2021, p. 63